# Geroskipou (Bezirk)
Geroskipou (griechisch Γεροσκήπου) ist ein Bezirk der gleichnamigen Gemeinde und Stadt Geroskipou im Bezirk Paphos auf Zypern.

## Geografie

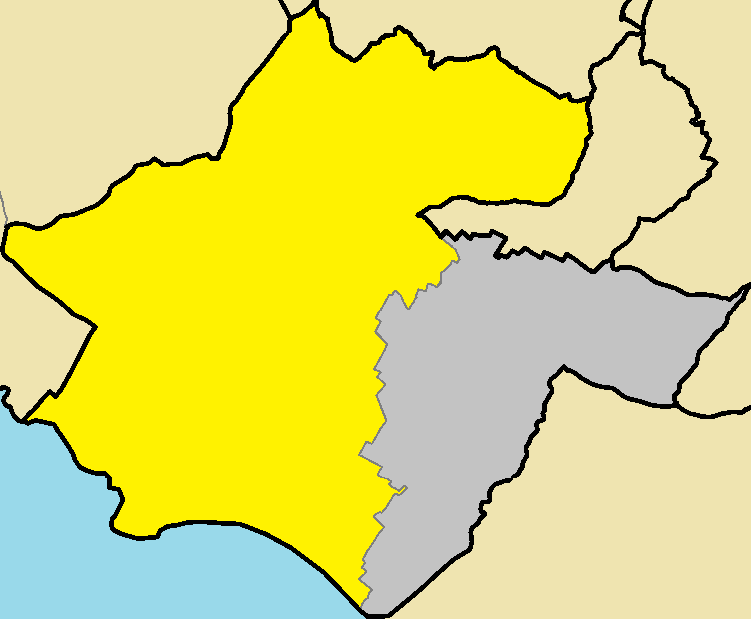
Lage in Geroskipou

Der Bezirk Geroskipou ist der größere Stadtteil von Geroskipou und befindet sich im Nordwesten der Stadt. Im Osten grenzt es an den Bezirk Koloni und Agia Marinouda, im Nordosten an Konia und im Norden und im Nordwesten an Paphos. Ein kleiner Teil im Südwesten des Gebiets liegt direkt am Meer.

## Geschichte
In der Neuzeit entwickelte sich das Dorf im Jahr 1994 zu einer Gemeinde. Einige Jahre später wurde die Gemeinde Kolonis zu den Verwaltungsgrenzen der Gemeinde hinzugefügt und so wurde Geroskipou ein Ortsteil der Gemeinde Geroskipou.

## Bevölkerung
Den in Zypern durchgeführten Volkszählungen zufolge weist die Bevölkerung Geroskipous in den letzten Jahrzehnten einen Anstieg auf. Die folgende Tabelle zeigt die Einwohnerzahl von Geroskipou, wie sie bei den in Zypern durchgeführten Volkszählungen erfasst wurde.
| Jahr      | 1881 | 1891 | 1901 | 1911 | 1921 | 1931 | 1946 | 1960 | 1976 | 1982 | 1992 | 2001 | 2011 |
| Einwohner | 487  | 602  | 688  | 783  | 881  | 1046 | 1375 | 1727 | 2024 | 2634 | 4156 | 5509 | 7427 |